# Ganana
Ganana è una circoscrizione urbana (urban ward) della Tanzania situata nel distretto di Hanang, regione del Manyara. Conta una popolazione di 7 543 abitanti (censimento 2012).